# Бабуян-Кларо
Бабуя́н — вулкан, расположен на одноимённом острове в провинции Кагаян, Филиппины. Другое название вулкана гора Смит.
Бабуян — стратовулкан, высотой 688 метров. Рядом с ним находится более высокий шлаковый конус Пангасун, достигающий высоты 1080 метров. Рядом с ним находятся 4 вулкана, которые образовались в разное время в период 1,7 млн лет — голоцен. Все вулканы сложены андезитами и базальтами. Бабуян наиболее молодой из них. Его лавы достигают площади 3 км². Извержения стромболианского и фреатомагматического типа. На склонах вулкана расположены горячие источники. Склоны покрыты тропическим лесом.
В 1980 году произошёл оползень на высоте 600 м к северо-западу от вулкана, который повредил близлежащие дороги и разрушил рисовые поля. Местные жители были эвакуированы.